# Goran Galešić
Goran Galešić (Banja Luka, 11 marzo 1989) è un ex calciatore bosniaco, di ruolo centrocampista.

## Palmarès

### Club

#### Competizioni nazionali
- Supercoppa di Slovenia: 1

Koper: 2015